# Westpreußenlied
Das Westpreußenlied ist eine westpreußische Regionalhymne. Die Form lehnt sich an andere ältere Heimatlieder an, beispielsweise „Stadt Hamburg an der Elbe Auen“, das Pommernlied oder „Schleswig-Holstein meerumschlungen“.
Hugo Hartmann komponierte 1902 das Westpreußenlied. Der Liedtext stammt von Paul Felske. Zu Ehren beider stiftete Bürgermeister Bernhard Pawelcik ein Denkmal im Stadtgarten von Marienburg. Es besteht aus zwei Findlingen, in denen die Anfangsnoten des Westpreußenliedes in Goldschrift eingraviert sind. Pawelcik selbst weihte es ein.

## Liedtext

Deckblatt des Westpreußenliedes, um 1902

1. Westpreußen, mein lieb' Heimatland,
wie bist du wunderschön!
Mein ganzes Herz, dir zugewandt,
soll preisend dich erhöh'n.
Im Weichselgau wir Hütten bau'n,
wo Korn und Obst der Flur entsprießt,
wo Milch und Honig fließt.
Refrain:
wo Korn und Obst der Flur entsprießt,
wo Milch und Honig fließt.
2. O Land, durch deutsche Tüchtigkeit
und deutschen Fleiß erblüht,
dir schwört mein Herz Ergebenheit
und Treue mein Gemüt.
Durch deutsche Kraft und Wissenschaft
sei deutsches Wesen, deutsche Art
dir allerzeit gewahrt.
Refrain:
sei deutsches Wesen, deutsche Art
dir allerzeit gewahrt.
3. Wie lieblich grüßen Wald und Feld,
manch blauer See im Tal.
Drum steht mir auf der ganzen Welt
kein schön'res Land zur Wahl.
Im Weichselgau auf blum'ger Au
will ich dereinst begraben sein,
geh' ich zur Ruhe ein.
Refrain:
will ich dereinst begraben sein,
geh' ich zur Ruhe ein.